# Ludvig Mattsson Mårn
Ludvig Harald Mattsson Mårn, född 26 januari 1892 i Stockholm, död 1967, var en svensk skogsvetenskaplig forskare och industriman.
Mattsson Mårn studerade vid Skogsinstitutet och tog jägmästarexamen där 1914. Han var disponent och platschef vid Laxå bruk 1929–1933. Han innehade 1949-1959 en personlig professor i skoglig arbetslära vid Skogshögskolan, bekostad av Föreningen skogsarbeten.
Mattsson Mårn invaldes till ledamot av Kungliga Skogs- och Lantbruksakademien 1945.